# 테리코 화이트
테리코 화이트(Terrico White, 1990년 3월 7일 ~ )는 창원 LG 세이커스의 미국인 농구 선수이다.

## 대학 커리어
미국에서 태어났고, 미시시피대학교를 졸업하고 2010년 디트로이트 피스턴스 입단으로 농구선수로의 데뷔를 하였다.

## 선수 커리어
베이커스필드 잼, 하포엘 에일랏 BC, 가지안테프 바스켓볼, 아이다호 스탬피드, 디트로이트 피스턴스 등등 많은 팀을 거쳤다.
2016년, 한국프로농구(KBL)의 서울 SK 나이츠에서 영입을 했고 등번호 23번과 가드로 KBL에 데뷔하게 되었다. 2017~18시즌에는 3점슛 평균 5위 득점 평균 10위로 나름대로 역할을 잘 수행하고 있으며, 팀 용병 동료 애런 헤인즈(36)과 호흡을 잘 맞추면서 지금까지 서울 SK 나이츠의 상위권을 잘 지켜내고 있는 중이다.
2017~18 시즌 서울 SK 나이츠 우승을 시키고 파이널 MVP를 수상하였다.